# Jérôme Le Banner
Jérôme "Geronimo" Le Banner (Le Havre, 26 de dezembro de 1972) também conhecido como "Hyper Battle Cyborg" ou "The Bulldog of Normandy", é um lutador de kickboxing profissional francês. Le Banner destaca-se pela sua agressividade em combate e pela capacidade de nocautear poderosamente os adversários.
Uma lenda no famoso evento de kickboxing, K-1. É o único dos melhores lutadores que não ganhou o Grand Prix do K-1 World. Já nocauteou atletas como Peter Aerts, Ernesto Hoost, Francisco Filho, Mike Bernardo. Ele também possui vitórias notáveis sobre Remy Bonjasky, Tyrone Spong e Mark Hunt. Possui também uma vitória de MMA sobre Yoshihiro Akiyama na categoria Peso Médio.

## Biografia
Jérôme Le Banner nasceu em 26 de dezembro de 1976 na cidade francesa de Le Havre. Aos 5 anos de idade começou a praticar judô. Aos 16 anos, pela influência de filmes do famoso ator, produtor cinematográfico e instrutor de artes marciais, Bruce Lee, com ênfase no filme "Fist of Fury", Le Banner deixou o judo passando para a aprendizagem de Caratê. Ele emprega a posição com a mão esquerda anteriormente, apesar do fato de ser destro essa postura manteve-se por toda a sua carreira. Ele possui a Faixa Preta em Caratê Kyokushin.

## Cartel no MMA
| Cartel no MMA   |            |            |
| 6 lutas         | 4 vitórias | 2 derrotas |
| Por nocaute     | 3          | 0          |
| Por finalização | 0          | 1          |
| Por decisão     | 1          | 1          |

| Res.    | Cartel | Oponente            | Método                                      | Evento                      | Data       | Round | Tempo | Local            | Notas                               |
| ------- | ------ | ------------------- | ------------------------------------------- | --------------------------- | ---------- | ----- | ----- | ---------------- | ----------------------------------- |
| Derrota | 4–2–1  | Satoshi Ishii       | Decisão (unânime)                           | Dynamite!! 2010             | 31/12/2010 | 3     | 5:00  | Saitama, Saitama |                                     |
| Vitória | 4–1–1  | Junichi Sawayashiki | Decision (unanimous)                        | K-1 World GP 2008 Final 16  | 27/09/2008 | 3     | 5:00  | Seoul            |                                     |
| Vitória | 3–1–1  | Jimmy Ambriz        | KO (soco)                                   | K-1 Hero's 4                | 15/03/2006 | 1     | 2:04  | Tóquio           |                                     |
| Vitória | 2–1–1  | Alan Karaev         | KO (chutes no corpo)                        | K-1 PREMIUM 2005 Dynamite!! | 31/12/2005 | 2     | 1:14  | Osaka            |                                     |
| Vitória | 1–1–1  | Yoshihiro Akiyama   | KO (joelhadas)                              | K-1 Hero's 1                | 26/03/2005 | 1     | 2:24  | Saitama, Saitama |                                     |
| Empate  | 0–1–1  | Bob Sapp            | Empate                                      | K-1 PREMIUM 2004 Dynamite!! | 31/12/2004 | 3     | 3:00  | Tóquio           | A luta foi com regras de MMA e K-1. |
| Derrota | 0–1    | Tadao Yasuda        | Finalização (estrangulamento com antebraço) | Inoki Bom-Ba-Ye 2001        | 31/12/2001 | 2     | 2:50  | Saitama, Saitama |                                     |